# エポキ・ファカオシ
エポキ・ファカオシ（Epoki Fakaosi, 1979年7月13日 - ）はトンガの男子柔道家。妻のサンドラ・アツコ・バチェラーは日系アメリカ人で、柔道でオリンピックの出場経験やレスリングでの世界選手権優勝経験を持つ。
1997年よりトンガ代表となり、2007年にサモアのアピアで開催されたサウスパシフィックゲームズでは、70キロ級で優勝した。